# Teoría de la defrontación

De acuerdo con la teoría de la defrontación, existe un sector de la Antártida considerado como zona de interés de Brasil.

La teoría de la defrontación o teoría de enfrentación es una tesis creada en 1956 para justificar la presencia de Brasil en un posible repartimiento futuro de un sector de la Antártida denominado «Antártida Americana» o «Cuadrante Antártico Sudamericano», que fue creada por la geopolítica brasileña Therezinha de Castro y publicada en su libro Antártica: Teoria da Defrontação. La teoría pretende ser el instrumento para que los países sudamericanos tengan una postura común en un eventual reparto de la Antártida. 
Sobre esta teoría se sustentan las posibles reclamaciones brasileñas a un sector de la Antártida y dio lugar al interés antártico de otros estados sudamericanos que fueron incluidos en el marco teórico de su aplicación: Uruguay, Perú y Ecuador. Más recientemente se ha despertado el interés de Colombia sobre la Antártida, con base en la proyección que la isla de Malpelo le daría aplicando la Teoría de la Defrontación, pese a que ésta no lo contempló al ser postulada, además que dicha proyección parte de una zona comprendida completamente en el hemisferio norte. El 31 de enero de 1989 Colombia pasó a ser miembro adherente del Tratado Antártico.
Aunque la teoría contempla también sectores para Argentina, este país la rechaza, pues de aplicarse la misma el repartimiento se haría sobre los sectores que el país reclama como parte de su territorio en la Antártida, la Antártida Argentina. Este país se adhiere a la Teoría de los Sectores Polares.
Otras teorías postuladas para un reparto de la Antártida son: del descubrimiento, de la contigüidad, de los cuadrantes y de la ocupación efectiva.

## Origen de la teoría
Por no haber participado en investigaciones antárticas durante el Año Geofísico Internacional (que tuvo lugar entre el 1 de julio de 1957 y el 31 de diciembre de 1958), Brasil no fue invitado por los Estados Unidos a participar en la conferencia antártica que dio lugar a la firma del Tratado Antártico el 1 de diciembre de 1959. Ya habían surgido en Brasil visiones geopolíticas que postulaban que ese país debía desarrollar una fuerte presencia en el océano Atlántico Sur que llegara hasta la Antártida, lo cual incentivó el interés brasileño en ese continente. Entre los principales promotores de esa visión geopolítica brasileña se hallaban Therezinha de Castro y Carlos Delgado de Carvalho. Ambos postularon en 1956 su Teoria da Defrontação, publicando Castro ese año el artículo A Questão da Antártica, que recibió el apoyo de sectores militares brasileños y que se difundió en 1971 logrando que ese país adhiriera al Tratado Antártico el 16 de mayo de 1975. La teoría le asigna al Brasil 500 000 km² en la Antártida y postula que los países del hemisferio norte debían entregar sus bases a los del hemisferio sur en la zona del cuadrante americano. El desarrollo del interés antártico hizo que Brasil realizara su primera expedición a la Antártida en 1982, pasando a ser miembro consultivo del tratado desde el 12 de septiembre de 1983 e inaugurara su primera base (Estación Antártica Comandante Ferraz) en la Antártida el 6 de febrero de 1984.

## La teoría
La teoría se basa en la proyección de las costas sudamericanas sobre las costas de la Antártida mediante los mismos meridianos. Los puntos costeros más extremos al occidente y al oriente de cada país definen los meridianos que se proyectarían sobre la Antártida. Se toman en cuenta también las islas para ampliar el arco de proyección más allá de las costas sudamericanas.
El sector de aplicación de la teoría, entre los meridianos 24° y 90° de longitud oeste de Greenwich hasta el polo sur, corresponde a parte de la Zona de Seguridad Americana establecida por el artículo IV del Tratado Interamericano de Asistencia Recíproca (TIAR), firmado en Río de Janeiro el 2 de septiembre de 1947. Se argumentó que los países americanos son responsables de la defensa de ese sector antártico en virtud de ser parte de la zona cubierta por el TIAR, y por ello tienen derechos también a su posesión futura.
La teoría postula que solo puede ser aplicada a los países del hemisferio sur de América que poseen costas marítimas proyectables hacia la Antártida, los que serían:
- Ecuador: desde el límite occidental de la zona de seguridad del TIAR a los 90° O (islas Galápagos) hasta los 81° 19' 49 O (punta Balcones en el Departamento de Piura)
- Perú: desde los 81° 19' 49 O hasta los 80° 50' 15 O (isla Alejandro Selkirk en las islas Juan Fernández)
- Chile: desde los 80° 50' 15 O hasta los 67° 16' 50 O (cabo de Hornos)
- Argentina: desde los 67° 16' 50 O hasta los 56° 39' 53 O (punta Médanos del cabo San Antonio)
- Uruguay: desde los 56° 39' 53 O hasta los 53° 22' 10 O (arroyo del Chuí)
- Brasil: desde los 53° 22' 10 O hasta los 24° O (límite oriental de la zona de seguridad del TIAR al este de las islas Martín Vaz)

Las islas chilenas ubicadas en la Polinesia: isla de Pascua e isla Sala y Gómez, no son consideradas por no ser parte de América. Tampoco se tiene en cuenta la proyección que podría corresponder a las islas Malvinas y a las islas Georgias del Sur y Sandwich del Sur, administradas por el Reino Unido, pero reclamadas activamente por Argentina, ni aun a favor de este país. Ni se consideró la proyección de la isla colombiana de Malpelo, por ser éste un país del hemisferio norte. En el caso del Ecuador, la teoría solo contempla su proyección desde las islas Galápagos y no a su territorio continental, que no se proyecta sobre la Antártida.
La aplicación de esta teoría dejaría la mayor porción terrestre para Argentina, con casi toda la península Antártica, excepto su extremo norte que quedaría para Uruguay. El casquete mayor sería para Brasil, incluyendo las islas Orcadas del Sur, pero lo mismo que los asignados a Ecuador, Perú y Chile, sería en áreas de difícil acceso y barreras de hielo.

## Posición del Brasil ante la Antártida
Al adherir al Tratado Antártico el 16 de mayo de 1975 Brasil no expresó reserva de derechos, pero por el decreto número 94 401 del 3 de junio de 1987 en que definió su política antártica expresó:

o Brasil reserva-se o direito de proteger seus interesses diretos e substanciais na Antártida, ora protegidos pelo Tratado da Antártida, caso venha a ser revisto o funcionamento do Tratado e conforme os resultados da eventual revisão ... o Brasil não formulou reivindicações de soberania territorial na Antártida antes da entrada em vigor do Tratado da Antártida e pautará sua conduta de conformidade com as disposições do Tratado, durante sua vigência;

Sin embargo, el gobierno brasileño nunca ha expresado reclamo alguno al territorio antártico, manteniendo su política al respecto dentro de los cánones del Tratado Antártico, que prohíbe realizar nuevas reclamaciones de soberanía mientras dure su vigencia. Diversas fuentes señalan que en 1986 se definió una zona de interés brasileño en la Antártida, correspondiente al sector desde el polo sur al paralelo 60° S y entre los meridianos 28° O y 53° O, pero a pesar de su amplia divulgación en la web se trata de definiciones privadas y no gubernamentales, cuyo origen es desconocido.
El Tratado Antártico señala respecto de nuevas reclamaciones:

Artículo IV: El Tratado no afecta los derechos de soberanía de las Partes Contratantes o sus reclamaciones territoriales que hubieren hecho valer anteriormente. Se prohíbe formular nuevas
reclamaciones territoriales mientras el Tratado se encuentre en vigencia. Nada de lo que se haga mejorará o empeorará las actuales reclamaciones territoriales.

Brasil al firmar el Tratado Antártico adhirió también a la postura de que el mismo tiene características erga omnes, es decir que obliga a su cumplimiento a todo el mundo, hayan adherido a él o no. Diversos expertos consideran esto contrario al artículo 34 de la Convención de Viena de 1969 sobre derechos de los tratados, la cual deja claro que un tratado no crea ninguna obligación ni derechos para un tercer estado, sin su consentimiento. Pero la convención es posterior al Tratado Antártico y no tiene carácter retroactivo y el tratado ha logrado ampliamente sus fines y goza de prestigio mundial.

## Ecuador
El 27 de febrero de 1967 la Asamblea Nacional Constituyente del Ecuador, tomando como base los estudios realizados por el coronel Marcos Bustamante, declaró los derechos ecuatorianos a poseer un sector de la Antártida en consonancia con la Teoría de la Defrontación, que fue invocada entre los fundamentos:

La República del Ecuador, tiene derecho a la parte de la Antártida interceptada por los meridianos 84°30' y 96°30' de longitud oeste de Greenwich, por estar situada en el continente Sudamericano, con su territorio continental y su posición insular de las Islas Galápagos, con la soberanía del mar territorial de 200 millas, tanto en el continente, como en las Islas Galápagos y de acuerdo con la teoría reconocida por otros países, de accesión por sectores polares, defrontación o enfrentación.

Ecuador fijó sus reclamos antárticos entre los meridianos extremos del archipiélago de Colón (Galápagos), tomando en cuenta el mar territorial que reclama desde esas islas. Totalizando 323 000 km² sobre la Antártida. Esa declaración originó una protesta de Chile.
Sin embargo, Ecuador no realizó ninguna actividad antártica hasta el envío en 1984 de dos oficiales invitados por la Armada de Chile. 
El 28 de enero de 1982 la Comisión Especial de Asuntos Internacionales de la Cámara Nacional de Representantes recomendó la adhesión del Ecuador al Tratado Antártico expresando en la resolución:

2. Recomendar que al momento de la adhesión nuestra Cancillería formule expresa declaración por la cual reserva los derechos de soberanía ecuatoriana sobre el Continente Antártico, de acuerdo al principio de defrontación.

El 6 de junio de 1987, al aprobar el ingreso al Tratado Antártico, el Congreso reafirmó la declaración de 1967.

1.- Aprobar la Adhesión del Ecuador al Tratado Antártico.
 2.- Ratificar la Declaración de la Soberanía del Ecuador sobre la Antártida hecha por la Honorable Asamblea Nacional Constituyente el 27 de
febrero de 1967, publicada en el Registro Oficial N°. 78 del 6 de marzo de 1967.
Resolución Legislativa

Una vez aprobado por el Congreso, el decreto ejecutivo N° 3216 del 5 de agosto de 1987 dispuso la adhesión al Tratado Antártico, lo que se efectivizó el 15 de septiembre de 1987. El 19 de noviembre de 1990 Ecuador adquirió la categoría de miembro consultivo, fundando ese año la Base Pedro Vicente Maldonado. 
En su Constitución Política sancionada en 2008, se han fijado sus derechos antárticos:

Art. 4.-El Estado ecuatoriano ejercerá derechos sobre los segmentos correspondientes de la órbita sincrónica geoestacionaria, los espacios marítimos y la Antártida.
TÍTULO I - ELEMENTOS CONSTITUTIVOS DEL ESTADO - Capítulo primero - Principios fundamentales

## Perú
En 1976 la Sociedad Geográfica de Lima postuló que el Perú tenía derecho al sector de la Antártida que sería el futuro territorio peruano que se llamaría Territorio Antártico Peruano, que estaría entre los meridianos 81° 20' O (correspondiente a punta Balcones) y 75° 40' O (correspondiente a playa la Rinconada Sur). Se aplicaba así una forma modificada de la Teoría de la Defrontación sin tener en cuenta la proyección chilena de las islas de Juan Fernández. Esta iniciativa llevó a que el 3 de mayo de 1979 la Asamblea Constituyente del Perú aprobara la declaración:

La Asamblea Constituyente declara que el Perú, país del hemisferio austral, vinculado a la Antártida por costas que se proyectan hacia ella, así como por factores ecológicos y antecedentes históricos, propicia la vigencia de un régimen internacional que, sin desmedro de los derechos que corresponden a la Nación, asegure, en beneficio de toda la humanidad, la racional y equitativa explotación de los recursos de dicho continente.

El 10 de abril de 1981 el gobierno peruano adhirió al Tratado Antártico efectuando la reserva de sus derechos sobre un futuro reparto de la Antártida basado en consideraciones históricas, climáticas, biológicas y geológicas.
En 1981 el director del Instituto Peruano de Estudios Antárticos, Luis Vilchez Lara, hizo una declaración a la prensa expresando su opinión de que el Perú tiene derecho a un sector antártico de 600 000 km² entre los meridianos 84° y 90° de Longitud Oeste y hasta el Polo Sur. Vilchez Lara fundamentó su opinión en la Teoría del condominio plural de Fauchille y a la aplicación del principio del uti possidetis.
En 1989 fundó la Base Machu Picchu y adquirió el estatus de miembro consultivo.
En 1993 la Asamblea Constituyente amplió la declaración de 1979:

EL CONGRESO CONSTITUYENTE DEMOCRÁTICO DECLARA que el Perú, país del hemisferio austral, vinculado a la Antártida por costas que se proyectan hacia ella, así como por factores ecológicos y antecedentes históricos, y conforme con los derechos y obligaciones que tiene como parte consultiva del Tratado Antártico, propicia la conservación de la Antártida como una Zona de Paz dedicada a la investigación científica, y la vigencia de un régimen internacional que, sin desmedro de los derechos que corresponden a la Nación, promueva en beneficio de toda la humanidad la racional y equitativa explotación de los recursos de la Antártida, y asegure la protección y conservación del ecosistema de dicho Continente.

## Uruguay
La teoría despertó también el interés uruguayo en la Antártida. En 1968 el profesor Julio César Musso, presidente del Instituto Antártico Uruguayo creado ese año, publicó el libro Antártida Uruguaya. Al adherir al Tratado Antártico el 11 de enero de 1980, Uruguay reservó sus derechos sobre la Antártida que pudieran corresponderle sin mencionar cuáles:

En ocasión de comunicar su decisión de adherir al Tratado de la Antártida, el Gobierno de la República Oriental del Uruguay declara que deja reservados los derechos que le correspondan en la Antártida de acuerdo con el Derecho Internacional.

El 22 de diciembre de 1984 creó la Base Científica Antártica Artigas. El 7 de octubre de 1985 Uruguay adquirió la categoría de miembro consultivo del Tratado Antártico.

## Colombia
Más recientemente se ha despertado el interés de Colombia sobre la Antártida, con base en la proyección que la isla de Malpelo le daría, aplicando la Teoría de la Defrontación, pese a que ésta no lo contempló al ser postulada, además que dicha proyección parte de una zona comprendida completamente en el hemisferio norte. El 31 de enero de 1989 Colombia pasó a ser miembro adherente del Tratado Antártico.

## Críticas
La teoría recibe el rechazo de Argentina, así como también el de numerosos estudiosos que la consideran sin ningún fundamento legal. De acuerdo a la CONVEMAR, de la cual Brasil, Ecuador y Uruguay son parte, los límites sobre el mar no pueden extenderse a más de 200 millas de la costa, crítica que también se hace a la Teoría de los Sectores invocada por Argentina y formulada
por el senador canadiense Pascal Poirier el 20 de febrero de 1907 para el Ártico. Pero estos países basan además sus reclamos antárticos en consideraciones geográficas, históricas y legales y en el caso de Argentina, de ocupación permanente de forma ininterrumpida desde 1904.